# ラブストーリーズ
『ラブストーリーズ』（原題：The Disappearance of Eleanor Rigby）は、ネッド・ベンソン監督による視点違いの映画の総称。以下の3本の映画がある。
- 『ラブストーリーズ コナーの涙』 The Disappearance of Eleanor Rigby: Him
- 『ラブストーリーズ エリナーの愛情』 The Disappearance of Eleanor Rigby: Her
- （邦題なし） The Disappearance of Eleanor Rigby: Them

## 概要
いずれの作品も同じ1組の男女の物語だが、『コナーの涙』では男性視点、『エリナーの愛情』では女性視点で描かれる。両者の共通シーンでも台詞や服装などが微妙に異なり、男女の見ている世界や、主観による記憶の違いが表現されている。2本がお互いを補完し合う構成になっているが、2本に順序はなく、「先にどちらから観るかで感じ方が変わる作品」として同時に発表・公開された。
邦題のない『Them』は『コナーの涙』『エリナーの愛情』を時系列に沿って1本に再編集したもので、日本では劇場未公開で原題のままDVDに特典として収録されている。
いずれも主演はジェシカ・チャステインとジェームズ・マカヴォイで、ネッド・ベッソンにとっての初長編作品。
『コナーの涙』『エリナーの愛情』は第38回トロント国際映画祭で制作段階のものが上映された。『Them』は第67回カンヌ国際映画祭の「ある視点」部門で上映された。アメリカ合衆国では先に『Them』が2014年9月12日に一部で公開され、『コナーの涙』『エリナーの愛情』は2014年10月10日に同時公開された。

## あらすじ
2本は上述の通り、共通するシーンでも微妙な差異がある。

### 『ラブストーリーズ コナーの涙』
コナー（ジェームズ・マカヴォイ）はエリナー（ジェシカ・チャステイン）とのデート中、レストランからの食い逃げを提案する。エリナーは応じ、二人は逃げ出すと、駆け込んだ公園でホタルを見ながら楽しい時間を過ごした。
数年後、コナーはニューヨークで小さなレストランの経営を始め、エリナーとの結婚生活を送っていた。ある日、彼は二人のアパートに戻ると、エリナーはひどく落ち込みベッドから出られずにいた。彼女はコナーが浮気をする夢を見たと言い、それでも自分たちの関係のためにコナーは浮気するべき、と続ける。コナーは彼女の言葉を怪訝に思うが、浮気などしないと断る。翌日彼が家に帰ると、アパートは無人で、エリナーが病院に運ばれたという電話を受け取る。病院に駆け付けると、エリナーはコナーに別れたいと伝え、彼にもう姿を見せないよう頼む。その後、エリナーは彼との連絡手段を遮断する。
二人はかつて幼い息子を亡くし、その悲しみを抱えて暮らしていたのだった。エリナーにも去られた今、コナーは二人のアパートに住み続けることができず、父親の家に戻る。父親は自身が経営するレストランを任せようとするが、コナーは援助は受けないと拒否する。結婚生活の破綻を彼の親友ステュアート（ビル・ヘイダー）に相談していると、ステュアートはニューヨーク大学に通うエリナーの姿を見かけたと言い出す。
コナーは彼女を尾行し始める。エリナーは髪をばっさり切り別人のようになっていた。コナーは彼女が授業を受ける教室に入り、遠くから「Hi.（やあ）」と書かれたメモを彼女へと回してもらう。エリナーはコナーに気づくと教室を飛び出すが、コナーは追いかける。二人は言い合いになり、エリナーは自分から離れるよう言い放ったが、コナーがタクシーに追突されてしまい、救急車の到着までしばらく二人は会話をする。最後に彼はまた追いかけてもいいかと聞くが、さよならと返されるだけだった。
ある日、彼は自分のレストランがこのままでは経営破綻することに気づく。ひどく落ち込んでいると、レストランのバーテンダーのアレクシス（ニナ・アリアンダ）に迫られ一夜を共にする。
コナーはエリナーの両親の家へ行き、彼女に会おうとするが会えず、代わりに彼女の母のメアリー（イザベル・ユペール）と話をする。メアリーはコナーにほとんどエリナーについて伝えなかったが、二人の間に溝があることを諭した。
しかしその後、エリナーは彼のレストランを突然訪れ、彼女の誘いで二人は車を借りドライブに繰り出す。彼は来週アパートを引き上げることを伝える。雨が降り始め、ワイパーが故障し車を停めると、二人はキスをし始めるが、コナーは他の女性と寝たことを告白する。エリナーは無表情で、街に戻ると途中で車を降りていった。
コナーは彼のレストランの閉店パーティーを開く。そこで若いカップルに食い逃げされ、コナーは彼らを追いかける。男を追い詰めるが、男をしばらく見たコナーは最終的に解放した。
コナーは元のアパートに戻って掃除を始めた。次第に寝てしまい、目覚めるとそこにエリナーがいた。二人は息子について話し始め、エリナーは自分がもう息子の顔を覚えていないことを伝える。コナーは、息子は鼻と口や顎はエリナーに似ていて、目だけは自分に似ていた、世界で一番美しい子だと話す。二人は泣き出し、抱き合って眠るが、コナーが目を覚ますとエリナーはいなくなっていた。
後日、コナーは父親のレストランのオーナーとなっていた。彼は深夜の開店前に散歩をし始める。彼は歩き続けるが、彼の後ろにエリナーが付いてきていることに気づかない。

### 『ラブストーリーズ エリナーの愛情』
エリナー・リグビー（ジェシカ・チャステイン）は自転車で橋まで行くと、柵をよじ登り、ハドソン川に身を投げる。通行人が発見し、彼女は救出され病院に運ばれた。後日退院すると、両親や妹のケイティ（ジェス・ワイクスラー）とその息子も住む実家に久しぶりに戻ってきた。
エリナーが今後の人生を悩んでいると、父親が大学への復学を勧める。髪をばっさりと切り、リリアン・フリードマン教授（ヴィオラ・デイヴィス）の講義を聴講生として受け始める。通学中、知人のステュアート（ビル・ヘイダー）に久しぶりに会い、コナーの店でまだ働いていることを伝えられる。
リリアン教授とエリナーは仲良くなっていった。エリナーは、自分の名前の由来が、ビートルズがロンドンで復活ライブをするというデマを信じて集まったのが両親の出会いだったからだと明かす。
リリアン教授の講義中、エリナーはメモを受け取り、コナー（ジェームズ・マカヴォイ）から回ってきたものと気づくと、教室を後にする。追いかけてきたコナーと言い合いになり、彼の元から去ろうとするが、彼がタクシーにぶつかってしまい、駆け戻る。運転手に知り合いかと尋ねられ、「私の夫です」と明かす。コナーは軽傷で、救急車の到着までしばらく二人は会話をする。最後に彼はまた追いかけてもいいかと聞くが、エリナーは無言で見送った。
ある日、エリナーの父親（ウィリアム・ハート）は精神科医に彼女の近況を伝えていた。エリナーは最近幼い息子を失い、悲しみに対処出来なくなっていたのだった。
ケイティの不在中、エリナーはケイティの息子と遊びに出かけた。彼がホタルに夢中になっているのを見て、彼女はかつてコナーとホタルを眺めて楽しい時間を過ごしたことを思い出していた。
後日、ケイティがエリナーに「実はコナーが家に来た」と明かす。黙っていた母親を責めるが、母親は「逃げてフランスで復学すべき」と諭す。母親はフランス人で、エリナーはかつて結婚のためにフランスの大学を中退している。
その後エリナーは彼のレストランを訪れ、経営が上手くいっていないことを知る。彼女はコナーを誘い出し、車を借りてドライブに出かける。エリナーは、かつてコナーとドライブで楽しんだ思い出をなぞっていた。雨が激しくなり、ワイパーが壊れて車を停める。雨が止むのを待つ間、エリナーはコナーとキスをし始めるが、コナーは制止する。その様子を見たエリナーは彼が他の女性と寝たことを悟るが、彼は「君がそうしろと言った」と言って険悪になる。動揺するエリナーは途中で車を降り、地下鉄の駅で一人でしばらく立ち尽くす。
週末、エリナーとケイティはクラブへ行く。エリナーは酒に任せて初対面の相手の部屋に乗り込み一夜を共にしようとするが、結局踏みとどまり帰宅する。後日、かつてコナーと暮らしていたアパートへ行き、寝ている彼の隣で起きるのを待つ。エリナーは自分の子供の顔をもう思い出せないことを伝える。コナーは目も鼻も口も何もかもエリナーに似た、世界で一番美しい子だと話す。二人は泣き出し、抱き合って眠るが、エリナーは彼が起きる前に立ち去った。
エリナーの母親の提案で彼女はパリに向かい、コナーとの出会いで放棄していた論文を完成させることを決めた。来年の夏に戻ってくると言って家族に別れを告げる。
その後、エリナーはニューヨークに戻った。コナーを見つけてしばらく後を追い、彼に声をかける。

## キャスト
主演の2人は、『エリナーの愛情』ではジェシカ・チャステイン、ジェームズ・マカヴォイの順。
| キャスト                     | 役名                       | 役名                       | 役名                       |
| キャスト                     | 『コナーの涙』             | 『Them』                   | 『エリナーの愛情』         |
| ---------------------------- | -------------------------- | -------------------------- | -------------------------- |
| ジェームズ・マカヴォイ       | コナー・ラドロー           | コナー・ラドロー           | コナー・ラドロー           |
| ジェシカ・チャステイン       | エリナー・リグビー         | エリナー・リグビー         | エリナー・リグビー         |
| ニーナ・アリアンダ           | アレクシス                 | アレクシス                 | アレクシス                 |
| ヴィオラ・デイヴィス         | リリアン・フリードマン教授 | リリアン・フリードマン教授 | リリアン・フリードマン教授 |
| ビル・ヘイダー               | ステュアート               | ステュアート               | ステュアート               |
| キアラン・ハインズ           | スペンサー・ラドロー       | スペンサー・ラドロー       |                            |
| イザベル・ユペール           | メアリー・リグビー         | メアリー・リグビー         | メアリー・リグビー         |
| ウィリアム・ハート           |                            | ジュリアン・リグビー       | ジュリアン・リグビー       |
| ジェス・ワイクスラー         |                            | ケイティ・リグビー         | ケイティ・リグビー         |
| ニッキ・M・ジェームス        | シーア                     | シーア                     | シーア                     |
| ジェレミー・シャモス         | エバンジェリスト           | エバンジェリスト           | エバンジェリスト           |
| マルタ・ミランス             | フィービー                 | フィービー                 |                            |
| ワイヤット・ラルフ           |                            | フィリップ                 | フィリップ                 |
| キャサリン・ウォーターストン |                            |                            | チャーリー                 |
| マット・スカンロン           |                            |                            | アルディ                   |
| ライアン・エッゴールド       |                            |                            | クラブの男                 |
| ウィル・ベインブリンク       |                            | 歯科医ゲイリー             | 歯科医ゲイリー             |
| クリスチャン・コールソン     | 無銭飲食の男               |                            |                            |
| イザベル・マクナリー         | 無銭飲食の女               |                            |                            |
| ブレンダン・ドナルドソン     | ウェイター                 | ウェイター                 |                            |
| マスト・ペリンコヴィッチ     | タクシー運転手             | タクシー運転手             | タクシー運転手             |
| ダロン・P・スチュワート      |                            | 橋を歩く男                 | 橋を歩く男                 |
| ジョナサン・フェルナンデス   | バーの喧嘩男               | バーの喧嘩男               |                            |
| ジャスティン・サラタ         | バーの喧嘩女               | バーの喧嘩女               |                            |
| ジューン・ミラー             |                            | 高齢女性                   | 高齢女性                   |
| ローレンス・シオッパ         |                            | 高齢男性                   | 高齢男性                   |
| ジュリー・サーダ             |                            | ナース                     | ナース                     |
| スザンナ・グズマン           | 病院受付                   |                            |                            |
| ジミー・パランボ             | レンタカー係員             | レンタカー係員             |                            |
| サシャ・エデン               |                            | コーヒートラックバリスタ   | コーヒートラックバリスタ   |
| ラファエル・フェルドマン     | 救急救命士                 | 救急救命士                 | 救急救命士                 |
| マイケル・キング             | 救急救命士                 | 救急救命士                 | 救急救命士                 |

## 製作
監督のネッド・ベンソンは、主演のジェシカ・チャステインとかつて恋人関係にあり、彼女との会話の中で男女両方の視点からの構成を思い付いたと明かしている。
2012年2月、バラエティ誌は、ジェシカ・チャステインとジョエル・エドガートンの出演と、脚本家のネッド・ベンソンが2本の映画の監督に決定したことを報じた。ジョエル・エドガートンは2012年5月にスコットランドの俳優ジェームズ・マカヴォイに変更された。ウィリアム・ハートも役柄は未定だったものの出演が決定した。
撮影は2012年の夏にニューヨークで始まり、約40日間の撮影の後、同年8月下旬に終了。Myriad PicturesのKirk D'Amicoは、この映画について「複雑で、2つの異なる脚本から物語を語るユニークな作品」と語った。
Myriad Picturesは、映画完成前の2012年のカンヌ国際映画祭で2本の映画の権利を販売し、9つの地域で売られた。第38回トロント国際映画祭での上映後、ワインスタイン・カンパニーは国内流通権を300万ドルで獲得した。
2014年6月27日、ワインスタイン・カンパニーは最初のトレーラーを公開した。

## 音楽
音楽はサン・ラックスが担当。登場人物の感情に寄り添うため、各シーンの小道具で作ったオリジナル楽器によるサウンドが使用されている。

## 評価
本作は一般的に肯定的な批評を受けている。映画批評集積サイトのRotten Tomatoesには77件のレビューがあり、批評家支持率は62%、平均点は10点満点で6.5点となっている。サイトの総評は「ジェシカ・チャステインとジェームズ・マカヴォイの強力な演技が作品を牽引し、愛と喪失についての忘れられない独特な味わいを生む」となっている。
ニューヨーク・ポストのカイル・スミスは、2010年のドラマ映画『ラビット・ホール』との類似性に言及しながらも、「趣向を凝らしたタイトルと脚本が作品をエレガントにし、ネッド・ベンソンがさらにそれを崇高な協奏曲のような痛みときらめきへと昇華させている」と述べた。